# Bjännsjöå
Bjännsjöå är en by i Bygdeå socken i Robertsfors kommun belägen vid Västra Dalkarlsån. Byn omtalas första gången 1750.
I äldre tider stavades byn Bjensjöå i 1930 års folkräkning Bjänsjöå och senare under en tid Bjärnsjöå. Idag är stavningen Bjännsjöå mest förekommande  
Antalen invånare var i 1890 års folkräkning 28 individer, 1930 33 st. Idag 2019 bor 2 personer permanent i byn.
Ordet bjänn betydde i äldre språkbruk björn.